# Lucio Valle
Lucio Valle (Frosinone, 5 maggio 1936 – Frosinone, 19 maggio 2022) è stato un politico e avvocato italiano.

## Biografia
Di professione avvocato, fu attivo politicamente a Frosinone nelle file della Democrazia Cristiana, partito con il quale venne eletto più volte in consiglio comunale. In seguito alla mozione di sfiducia costruttiva che aveva visto cadere la giunta di Giuseppe Marsinano, la prima in un capoluogo italiano, nel dicembre 1990 Valle venne eletto sindaco di Frosinone, alla guida di un nuovo esecutivo con l'appoggio di socialisti e socialdemocratici. Rassegnò le dimissioni da sindaco in seguito a una crisi di governo nell'estate 1992, sopraggiunta con lo scandalo di presunti illeciti nella gestione degli appalti.